# 東京の女性
『東京の女性』（とうきょうのじょせい）は、1939年公開の日本映画。伏水修監督、東宝作品。丹羽文雄の小説が原作。原節子が職業婦人に扮して、油にまみれ、必死に自動車セールスに必要な知識を身につけ、恋か仕事か悩みながら成長する女性を描く。

## あらすじ
銀座の自動車会社でタイピストとして働く君塚節子は、家庭の事情でお金が必要となり、同じ会社のセールスマン、木幡に一人前のセールスレディにしてほしいと頼む。節子は車の知識を身につけ、セールスレディとしてバリバリ仕事をして、会社で優秀な営業成績を上げる。しかし、木幡はそんな節子に違和感を覚えるようになる。

## スタッフ

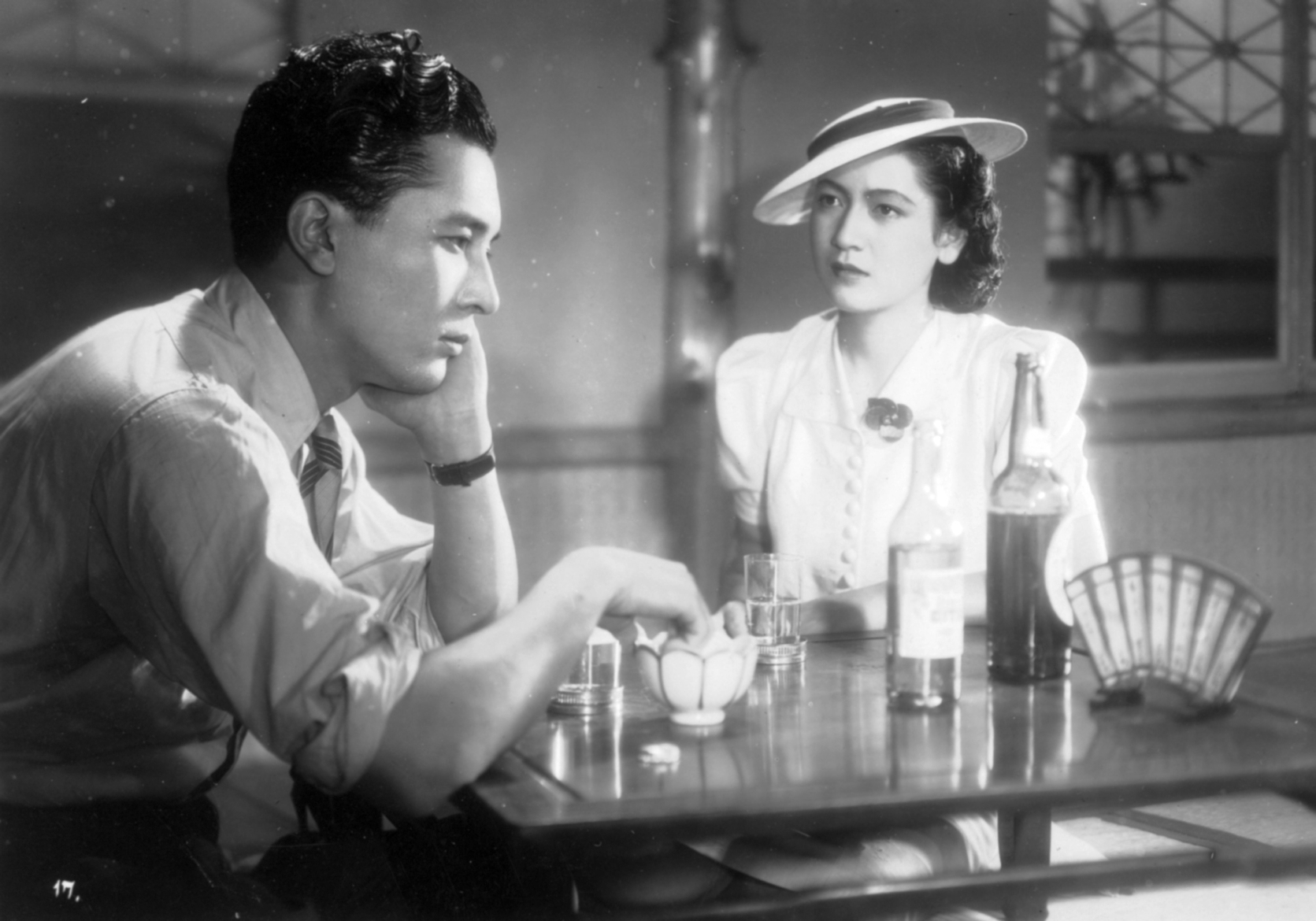
木幡好之（立松晃）と君塚節子（原節子）

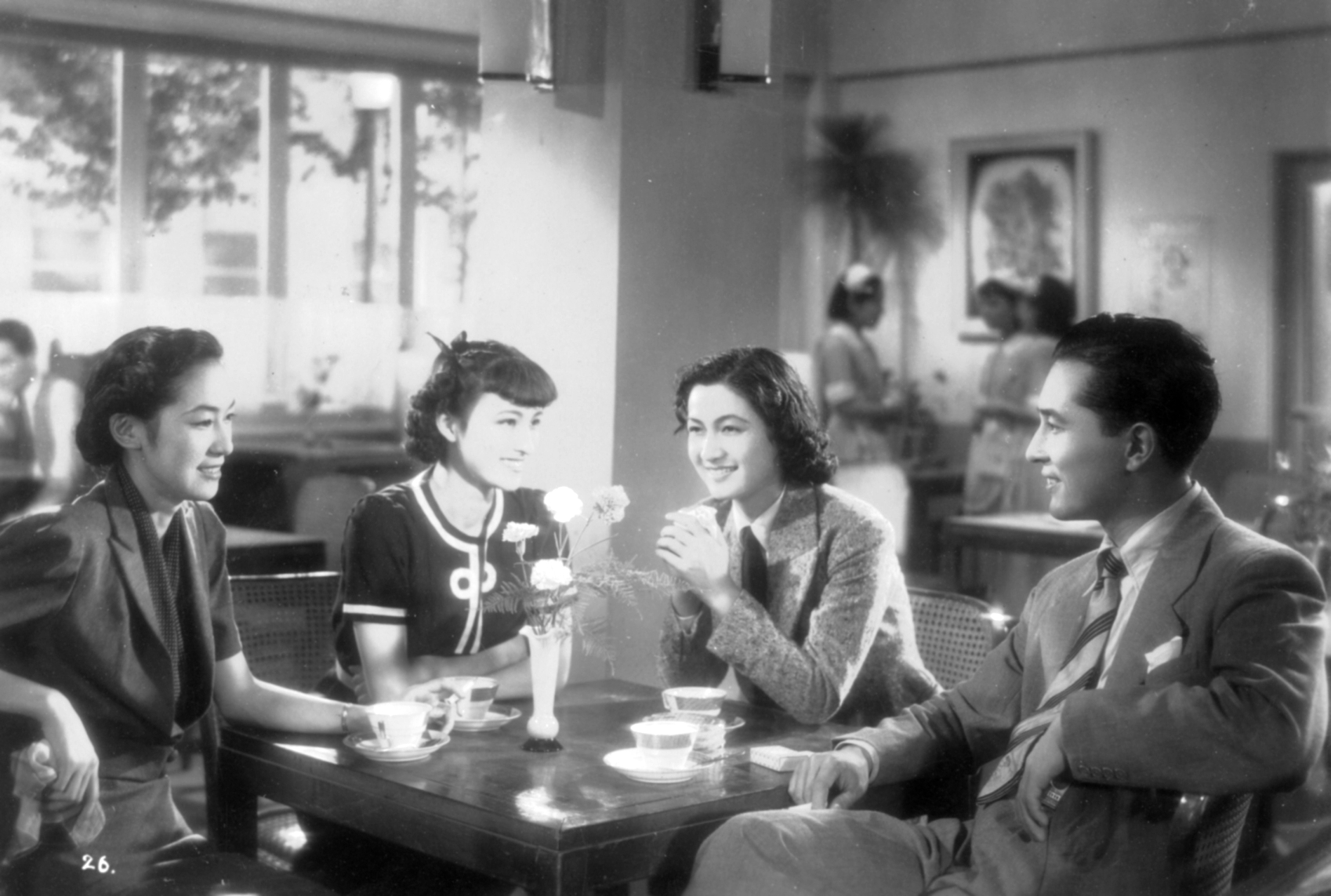
左から たき子（水上怜子）、水代（江波和子）、君塚節子（原節子）、木幡好之（立松晃）

- 製作：竹井諒
- 原作：丹羽文雄
- 脚色：松崎与志人
- 監督：伏水修
- 製作主任：井上深
- 撮影：唐沢弘光
- 録音：下永尚
- 装置：安倍輝明
- 編集：岩下廣一
- 音楽：服部良一
- 演奏：PCL管弦楽団

## キャスト
- 君塚節子：原節子
- 妹 水代：江波和子
- 父 榮治郎：藤輪欣司
- 母 お幾：水町庸子
- 木幡好之：立松晃
- タイピスト たき子:水上怜子
- 一森営業課長：外松良一
- 販売主任：柏原徹
- 社長：鳥羽陽之助
- その秘書：龍崎一郎
- 町田家執事：生方賢一郎
- 自動車を買う客：原聖四郎
- セールスマン 高山：深見泰三
- 同 太田：如月寛多
- 同：柳谷寛
- 同：鉄一郎
- 運転手：佐山亮
- 同：河合榮治郎
- 同：中川弁公
- 同：山形凡平